# Birkhäuser Verlag
 (avril 2022).
Si vous disposez d'ouvrages ou d'articles de référence ou si vous connaissez des sites web de qualité traitant du thème abordé ici, merci de compléter l'article en donnant les références utiles à sa vérifiabilité et en les liant à la section « Notes et références ».
Pour les articles homonymes, voir Verlag.
Birkhäuser Verlag est une maison d'édition suisse fondée en 1879 et spécialisée dans l'architecture, le paysage et le design.

## Édition scientifique
Fondé en 1879 par Emil Birkäuser, le Birkhäuser Verlag publiait de la littérature régionale.
Dans les années 1920, les fils d'Emil Birkäuser établirent la base de l'actuel programme scientifique, avec les revues spécialisées et des ouvrages de référence, avant de passer plus tard aux manuels et monographies sur les sciences naturelles.
Dans les années 1940, les publications scientifiques de Birkhäuser Verlag acquit une renommée internationale et s'orienta vers les publications de génie civil.
En 1979, Birkhäuser Verlag ouvre un bureau spécialisé en mathématiques et physique théorique à Boston.
Entre 1985 et 2010, Birkhäuser Verlag appartenait au Springer Verlag.

## Édition d'architecture et de design
L'édition de design a commencé dans les années 1920 avec des publications sur l'histoire de l'art et les éditions populaires Birkhäuser Classics, conçues par Jan Tschichold d'une part, et les livres et revues de sciences naturelles, de l'autre.
Pendant les années 1960, Birkhäuser Verlag s'orienta vers l'architecture, en acquérant le fonds de Artemis, une maison d'édition zurichoise, et en 1997 en formant une alliance stratégique avec Princeton Architectural Press. En 2002, Birkhäuser Verlag acquit le journal allemand Form (de). En 2010, l'édition scientifique fut séparée de l'édition d'architecture, de paysage et de design. Birkhäuser Verlag et son fonds d'architecture, de paysage et de design fut intégré à ActarBirkhäuser.